# Эсхель, Аркадий Александрович
Александров Аркадий Александрович (10 февраля 1914, деревня Янзакасы, Чебоксарский уезд, Казанская губерния, Российская империя — 7 декабря 1992, Чебоксары, Чувашия) — чувашский прозаик, поэт, драматург, литературный переводчик.

## Биография
Родился 10 февраля 1914 года в деревне Янзакасы (ныне Цивильский район Чувашии) в семье учителя.
Окончил Сиктерминскую школу-семилетку Татарской АССР (1928) и Чистопольский сельскохозяйственный техникум. Работал председателем колхоза, заведующим отделом пропаганды райкома ВЛКСМ, с 1934 по 1940 год заведующий отделом культуры редакции газеты «Канаш».
В январе 1940 года избран председателем правления Союза писателей Чувашской АССР. Во время Великой Отечественной войны — заведующий отделом пропаганды республиканской газеты «Коммунизм ялаве», заместитель редактора и одновременно председатель правления Союза писателей Чувашской АССР и редактор альманаха «Илемле литература» (ныне журнал «Таван Атал»).
В 1950—1952 годах начальник Управления по делам искусств при Совете Министров ЧАССР и редактор журнала «Ялав».

## Награждён
- орденами Трудового Красного Знамени, «Знак Почета» (дважды)[1][2].

## Книги
- Лебеди возвращаются: Рассказы и повести / Аркадий Эсхель. — Чебоксары: Чуваш. кн. изд-во, 1983. — 525 с.; 21 см; ISBN В пер.
- Диво диковинное: Сатира и юмор / Аркадий Эсхель. — Чебоксары: Чуваш. кн. изд-во, 1988. — 190,[1] с.; 21 см; ISBN 5-7670-0033-6 (В пер.)
- За годом год: Стихи и поэмы / Аркадий Эсхель. — Чебоксары: Чуваш. кн. изд-во, 1984. — 271 с. : 1 л. портр.; 17 см; ISBN В пер. (В пер.)
- Пульс времени: Годы и люди / А. Эсхель. — Чебоксары: Чуваш. кн. изд-во, 1982. — 303 с.; 20 см; ISBN В пер.